# هتل صافی لندمارک
هتل صافی لندمارک (به انگلیسی: Safi Landmark Hotel) یک هتل ۴ ستاره است که در کابل٬ افغانستان احداث شده است. این هتل در ۱۵ دقیقه‌ای میدان هوایی بین‌المللی حامد کرزی قرار دارد. 
در سال ۲۰۰۵ به مرکز خرید شهر کابل ضمیمه شده است. به گفته اسنپ تراول، این هتل نه طبقه دارد و شامل ۹۰ اتاق است.